# حبيبة قشرية
الحبيبات القشرية (بالإنجليزية: Cortical granules)‏ هي عضيات إفرازية تنظيمية (يتراوح قطرها بين 0.2 مكم إلى 0.6 مكم) تتواجد داخل الخلايا البيضية وترتبط معظمها بمنع تعدد الإمناء بعد حدوث الإخصاب. تتواجد الحبيبات القشرية في جميع الثدييات والعديد من الفقاريات وبعض اللافقاريات.
داخل الخلية البيضية، توجد حبيبات قشرية على طول القشرة وهي المنطقة الأبعد عن مركز الخلية. بعد عملية التخصيب، يدفع مسار التأشير الحبيبات القشرية إلى الاندماج مع غشاء الخلية البيضية وإطلاق محتوياتها في الميتركس خارج الخلية.  يُعرف هذا الإخراج الخلوي للحبيبات القشرية بالتفاعل القشري.في الثدييات، تشتمل الميتركس الموجودة خارج الخلية على طبقة من الحيز المحيط بالمح، والمنطقة الشفافة، وأخيرًا الخلايا المتراكمة. كما وقد أثبتت الأدلة التجريبية أن المحتويات المُفرزة من الحبيبات القشرية تُعدل الميتركس الموجودة خارج الخلية البيضية، لا سيما المنطقة الشفافة.  يُعرف هذا التغيير في مكونات المنطقة الشفافة باسم تفاعل المنطقة (Zona reaction). لا يحدث التفاعل القشري في جميع الثدييات، مما يشير إلى احتمال وجود أغراض وظيفية أخرى للحبيبات القشرية.بالإضافة إلى تعديل الميتركس الموجودة خارج الخلية البيضية ومنع تعدد الإمناء، قد يساهم إخراج الخلايا الحبيبية القشرية أيضًا في حماية ودعم الجنين النامي أثناء عملية ما قبل الزرع. بمجرد أن تكمل الحبيبات القشرية وظائفها، لا تقوم البويضة بإعادة تجديدها أو زيادتها.

## تشكل - تكون
تتشكل الحبيبات القشرية خلال المراحل الأولى من نمو الخلية البيضية. وبشكل أكثر تحديدًا، في الإنسان، والقرود، والهامستر، والأرانب يتم تشكيل الحبيبات قشرية بمجرد أن يصبح جريب المبيض متعدد الطبقات. قد لا ينطبق هذا على الفئران والجرذ، لأن الحبيبات القشرية قد لوحظت في هذه الأنواعحتى عندما يكون جريب المبيض ذو طبقة واحدة فقط. خلال المراحل المبكرة من نمو الخلايا البيضية، يزداد حجم جهاز غولجي، وينتج حويصلات صغيرة تهاجر إلى منطقة الخلايا تحت القشرية. سوف تندمج هذه الحويصلات الصغيرة مع بعضها البعض لتكوين حبيبات قشرية ناضجة، والتي ستطور بالتالي ككيانات منفصلة عن غولجي.في بعض الكائنات الحية، مثل الهامستر، قد تندمج الحويصلة المفرزة من جهاز غولجيمع الحويصلة مفرزة من الشبكة الإندوبلازمية الخشنة لتشكل في النهاية حبيبات قشرية. في الثدييات، تنتج البويضة باستمرار وتنقل حبيبات القشرة إلى القشرة حتى يحدث الإباضة. وقد ثبت في كل من النماذج الحيوانية للثدييات وغير الثديية أن هجرة الحبيبات القشرية تعتمد على عمليات الهيكل الخلوي، وخاصة نشاط الشعيرات الدقيقة. بالنسبة للثدييات، يعتبر هجرة الحبيبات القشرية مؤشرا على نضج البويضات وتنظيم العضية.